# Thuraiyur
Thuraiyur es una ciudad y municipio situada en el distrito de Tiruchirappalli en el estado de Tamil Nadu (India). Su población es de 32439 habitantes (2011). Se encuentra a 46 km de Tiruchirappalli y 78 km de Thanjavur.

## Demografía
Según el censo de 2011 la población de Thuraiyur era de 32439 habitantes, de los cuales 15964 eran hombres y 16475 eran mujeres. Thuraiyur tiene una tasa media de alfabetización del 86,82%, superior a la media estatal del 80,09%: la alfabetización masculina es del 91,80%, y la alfabetización femenina del 82,03%.